# Bolbitis longiaurita
Bolbitis longiaurita là một loài dương xỉ trong họ Dryopteridaceae. Loài này được F.G. Wang & F.W. Xing mô tả khoa học đầu tiên năm 2006.
Danh pháp khoa học của loài này chưa được làm sáng tỏ. 